# 코리 하드릭트
코리 하드릭트(Cory Hardrict, 1979년 11월 9일 ~ )는 미국의 배우이다.

## 출연 작품

### 영화
- 드리프트우드 (2006) - 대릴 역
- 노벰버 크리미널즈 (2017)
- 누드 리플레이 (2017, Naked)
- 크리미널 섹터 211 (2018)
- 아웃포스트 (2020) - 버넌 마틴 역

### 텔레비전
- 히어로즈 (2007)
- The Game (2009) - 토니 더 케이블 가이 역